# Saterfries
Het Saterfries is een Friese taalvariant die nog gesproken wordt door een minderheid van de inwoners van Saterland binnen Nedersaksen. De eigenbenaming is Seeltersk; in Duitsland wordt de taal aangeduid als Saterfriesisch of Saterländisch.
Het Saterfries is het enige overblijfsel van het Oosterlauwers Fries, dat tot het einde van de middeleeuwen in de Ommelanden van provincie Groningen en het graafschap Oost-Friesland gesproken werd. Met het teloorgaan van de Friese vrijheid en het door handelscontacten 'versaksischen' van de stad Groningen gingen ook de Ommelanden en de Oost-Friese streken gaandeweg van het Fries over op het Nedersaksisch, maar op een paar afgelegen plaatsen kon het zich handhaven. Een van die plaatsen was het Saterland, een zandeiland in een moeilijk doordringbaar veengebied. Ook op andere min of meer afgezonderde plaatsen hielden varianten van het Fries zich langer staande, zoals het Harlingerlandfries, het Wurstfries en het Wangeroogs, dat tot in de twintigste eeuw heeft bestaan en merkwaardig genoeg het langst werd gesproken in een kolonie van eilanders op het vasteland (Neu Wangeroge). Dat het Saterlands het het langste uithield vindt een oorzaak in het geografisch en godsdienstig isolement. Naast het Lutherse en hervormd-Calvinistische Oost-Friesland vormde Saterland een rooms-katholieke enclave behorende tot het bisdom Münster.
Het Saterfries wordt, eventueel samen met de bovengenoemde uitgestorven varianten, ook wel Oostfries genoemd. Hier wordt deze term echter gereserveerd voor het Nedersaksische dialect dat men in Oost-Friesland spreekt, juist zoals Westfries in Nederland gewoonlijk naar een streektaal in Noord-Holland verwijst, niet naar het Westerlauwers Fries.

## Gebruik
De taal was tot de jaren 50 nog gebruikelijk in het Saterland. Nederduits nam al aan het einde van de 19de eeuw als omgangstaal toe, en werd afgelost door Hoogduits na de Tweede Wereldoorlog. Een verzwakking van de oude taalgemeenschap was de emigratie van Saterlanders. Vluchtelingen uit de door Polen geannexeerde Duitse gebieden die in het Saterland werden ondergebracht, versterkten de positie van het Hoogduits en zij spraken in die taal met de Saterlanders. In de loop van de jaren 90 begon de belangstelling voor het Saterfries weer op te leven: sommige ouders begonnen hun kinderen weer in het Saterfries op te voeden en stuurden hun kinderen naar scholen waar ze de taal als schoolvak leerden. Ook kreeg Saterfries een officiële status in die zin dat er tweetalige plaatsnaamborden verschenen. Het bleef beperkt tot deze symbolische tweetaligheid.
Het Saterfries wordt nog door een beperkt aantal mensen gesproken; schattingen lopen uiteen van circa 900 (in het Unesco Red Book of Endangered Languages) tot een paar duizend. De meeste sprekers zijn vijftigplussers. Emigranten worden hierbij niet meegerekend. In 2001 werd het aantal nog geschat op 5000, met een grote onzekerheidsmarge.

## Kenmerken
Het Saterfries is een Friese taal die verwantschap heeft met het Westerlauwers Fries. Die verwantschap is soms overduidelijk in het woordbeeld aanwezig, maar meestal moet ze beredeneerd worden aan de hand van klankwetten en het Oudfries. De talen zijn dan ook onderling niet verstaanbaar, zodat het weinig zin heeft te spreken van één Friese taal, en dat geldt ook voor de Noord-Friese dialecten, die nog veel verder verwijderd zijn van zowel het Westerlauwers Fries als het Saterfries. Het Saterfries heeft ook invloed ondergaan van het omringende Nedersaksisch.

### Grammatica
Het Saterfries heeft, in tegenstelling tot het Westerlauwers Fries, drie woordgeslachten. De lidwoorden schikken zich naar het geslacht van hun zelfstandige naamwoord: Di Mon, ju Fauene, dät Diert, doo Bäidene ("de man, het meisje, het dier, de kinderen"). De gewone meervoudsuitgangen zijn -e voor mannelijk en onzijdig en -en voor vrouwelijk, net als in het (Neder-)Duits. Er is een rudiment bewaard gebleven van de derde en vierde naamval (lidwoord dän voor het mannelijk, overige geslachten geen verschil).
De werkwoorden worden bij benadering zo vervoegd als in het Westerlauwers Fries, inclusief de twee klassen van zwakke werkwoorden (op -e en op -je). Een bijzonderheid is dat de derde persoon enkelvoud op -d uitgaat.
De telwoorden kennen een kleine bijzonderheid: de getallen één, twee en drie hebben aparte vormen voor vrouwelijk en onzijdig enerzijds en mannelijk anderzijds (1: een/aan; 2: twoo/twäin; 3: t(r)joo/träi).

## Dialecten
Doordat de Saterlanders altijd onder elkaar zijn gebleven, verschillen de spraken van de dorpen Scharrel (Schäddel), Ramsloh (Roomelse) en Strücklingen (Strukelje) niet zeer veel van elkaar. De verschillen blijven beperkt tot de realisatie van een aantal tweeklanken (bijvoorbeeld äi of öi) en een zeer beperkt aantal woorden. In Sedelsberg, het vierde dorp uit de gemeente, wordt amper Saterfries gesproken - dit is namelijk een kolonie van na de Tweede Wereldoorlog gevluchte Pommeren, die vanouds Nederduits spraken.

## Onderzoek
Het Saterfries werd voor het eerst onderzocht door ene Detten, die in 1798 een woordenlijstje publiceerde. In de negentiende eeuw richtten meer onderzoekers zich op de taal, waaronder de Nederlandse Friezen De Haan Hettema en Posthumus. Veel van deze onderzoekers tekenden volksverhalen op. Sinds de jaren 60 wordt het onderzoek naar de taal gedomineerd door de Nederlander Pyt Kramer, die onder meer een woordenboek publiceerde en zich tegenwoordig ook op het internet met de taal bezighoudt.

## Letteren
In de jaren 30 werd door Gesina Lechte-Siemer een voorzichtig begin gemaakt met literatuur in deze taal. De literatuur blijft echter beperkt tot streektaalrubrieken in een regionaal dagblad en daaruit samengestelde boekjes. Margaretha Grosser uit Ramsloh is nog steeds een bekende naam.

## Voorbeelden
1Seeltersk is ne Wäästgermaniske Sproake, ju fon soowät 2200 Moanskene boald wäd in Seelterlound in dät Wääste fon Ooldenbuurich (Niedersachsen), sun 50 km uur dät holloundske Scheed.
2Saterfries: Die Wänt strookede dät Wucht uum ju Keeuwe un oapede hier ap do Sooken.
Noord-Fries (Mooring): Di dreng aide dåt foomen am dåt kan än mäket har aw da siike.
Westerlauwers Fries: De jonge streake it famke om it kin en tute har op 'e wangen.
Oostfries Nederduits: De Jung straktde dat Wicht üm't Kinn to un tuutjede hör up de Wangen.
Gronings: t Jong fleerde t wicht om kin tou en tuutjede heur op wangen.
Nederlands: De jongen aaide het meisje over haar kin en kuste haar op de wangen.
Duits: Der Junge streichelte das Mädchen ums Kinn und küsste sie auf die Wangen.
Engels: The boy caressed the girl round the chin and kissed her on the cheeks.
Deens: Drengen klappede pigen omkring hagen og kyssede hende på kinderne.
West-Vlaams: De joengn streeëk over 't meistj' eur kinne en totteg' eur ip de koakn.
Noors (Nynorsk): Guten klappa jenta rundt haka og kyssa ho på kinna.